# Nokia 3230
Il Nokia 3230 è uno smartphone basato su sistema operativo Symbian, prodotto dall'azienda finlandese Nokia e annunciato il 2 novembre 2004.

## Caratteristiche
- Dimensioni: 109 x 49 x 19 mm
- Sistema operativo: Symbian OS 7.0s Series60 v2.1
- Massa: 110 g
- Fotocamera: 1.3 megapixel
- Risoluzione display: 176 x 208 pixel a 65 536
- Durata batteria in chiamata: 4 ore
- Durata batteria in standby: 150 ore (6 giorni)
- Bluetooth, USB e infrarossi